# Book of Kells
Het Book of Kells, soms Boek van Columba genoemd (Iers: Leabhar Cheanannais - Ceanannais is de genitief van de Ierse naam van Kells) is een evangeliarium dat de vier evangeliën van het Nieuwe Testament in het Latijn bevat, samen met andere voorafgaande teksten en tabellen. Het manuscript bevindt zich in de Trinity College Library in Dublin, Ierland.
Het Book of Kells werd rond het jaar 800 geschreven door Keltische monniken en geldt als een meesterwerk van de westerse kalligrafie in insulaire stijl. De teksten van de evangeliën zijn grotendeels overgenomen in de versie van de Vulgaat, hoewel het boek ook een aantal passages bevat van eerdere versies van de Bijbel, de Vetus Latina. De ongeëvenaarde rijke versiering bestrijkt onder meer tien paginagrote afbeeldingen en pagina's met levendige hoofdletters met tussen de regels door kleine miniaturen.
Het manuscript bevat 340 folia en is sinds 1953 gebonden in vier delen. De naam van het manuscript komt van de Ierse Abdij van Kells, waar het manuscript eeuwenlang bewaard werd. De bibliotheek van de Universiteit van Dublin toont het permanent onder de referentie MS 58. De bibliotheek toont gewoonlijk twee delen tegelijk van de bestaande vier.

## Geschiedenis

### Oorsprong

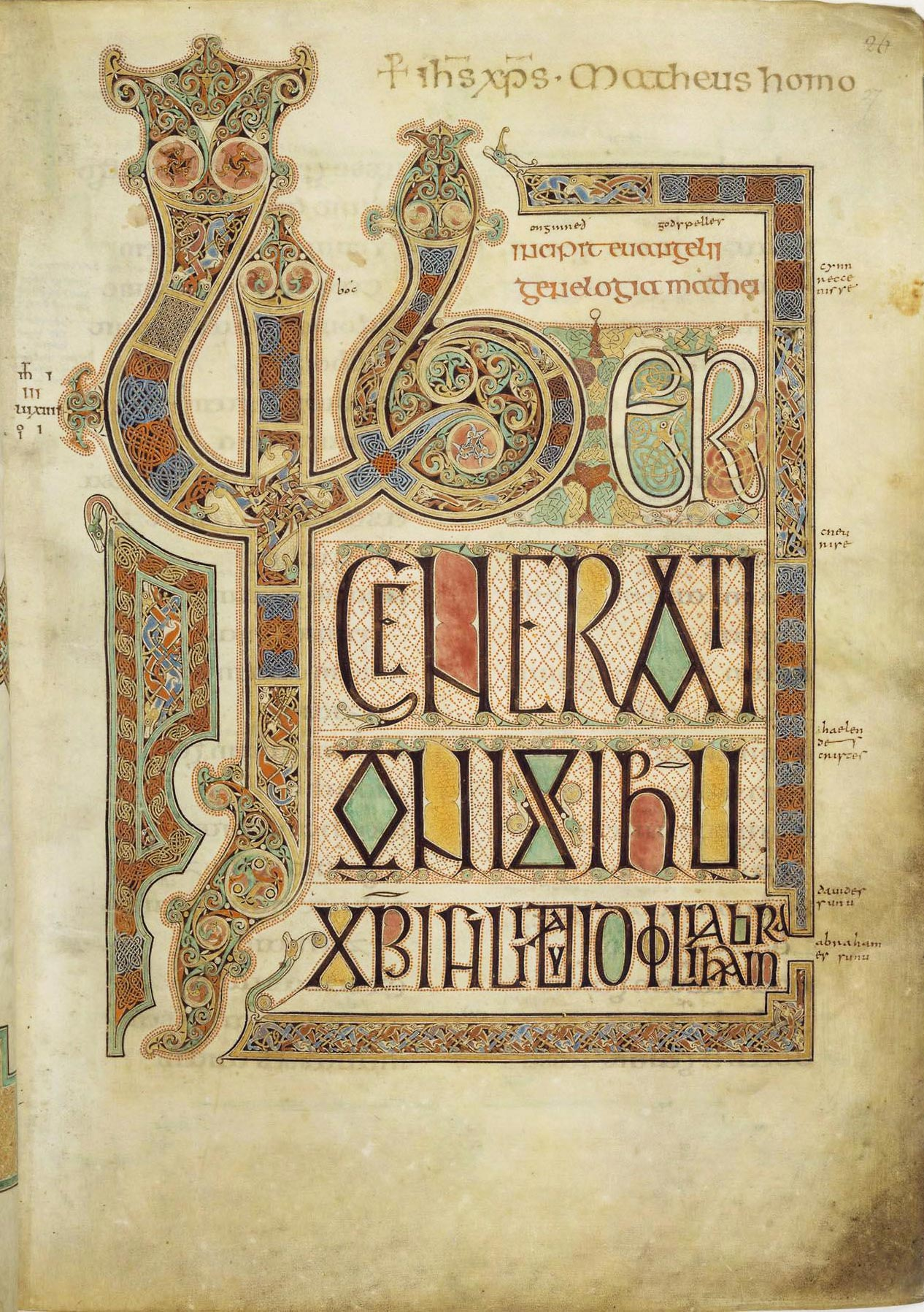
Folium 27r van het Lindisfarne-evangeliarium bevat de inscriptie Liber generationis van het Evangelie volgens Matteüs. Vergelijk deze pagina met de corresponderende pagina van het Book of Kells (zie hier), vooral de vorm van het "Lib"-monogram.

Het Book of Kells is het beste voorbeeld van een groep manuscripten in de insulaire stijl, gemaakt in de late 6e eeuw tot in de vroege 9e eeuw, in kloosters in Ierland, Schotland, Engeland en in kloosters op het vasteland met Ierse of Engelse stichters. Voorbeelden van andere manuscripten in deze stijl zijn: Cathach van Sint-Columba, de Ambrosiana Orosius, een gefragmenteerd evangelieboek in de bibliotheek van de kathedraal van Durham (alle uit de vroege 7e eeuw) en het Boek van Durrow (tweede helft van de 7e eeuw). Vanaf de vroege 8e eeuw komen de Durham-evangeliarium, het c, het Lindisfarne-evangeliarium en de Lichfield-evangeliën. Het evangelieboek van Sankt Gallen en de Macregal-evangeliën komen uit de late 8e eeuw. Het Boek van Armagh (dateert van 807-809), het gefragmenteerd Turijns evangelieboek of Codex Taurinensis, de Leidse Priscianus, de Priscianus van Sankt Gallen en het Macdurnan evangelie dateren allemaal uit de late 9e eeuw. Die manuscripten vertonen onderlinge overeenkomsten als de artistieke stijl, script en de tekstuele tradities. Op grond van de volledig ontwikkelde stijl van de versieringen, kan het Book of Kells in deze serie, in de late 8e eeuw of de vroege 9e eeuw geplaatst worden. Het Book of Kells volgt veel van de iconografische en stilistische tradities van de eerdere manuscripten.
De naam Book of Kells komt van de Abdij van Kells in Kells, County Meath in Ierland, waar het bijna de gehele middeleeuwse periode bewaard werd. De precieze datum en plaats waar het gemaakt is, vormt al langere tijd een onderwerp van discussie. Oorspronkelijk dacht men dat het boek gemaakt werd in de tijd van Columba of zelfs dat het werk van zijn hand was. Het tegendeel van deze bewering is bewezen aan de hand van paleografische en stilistische gronden: veel bewijs wijst naar een datum van circa 800, lang na de dood van St. Columba in 597. Een andere legende suggereert, dat het manuscript is gemaakt voor de 200e sterfdag van de heilige.
Het manuscript is nooit afgemaakt. Er bestaan minstens vijf verschillende theorieën over de plaats en de tijd dat het manuscript gemaakt is.
1. Het boek zou in zijn geheel gemaakt zijn in Iona, waarna het boek naar Kells is gebracht en niet meer is afgemaakt.
2. Het zou in Iona begonnen zijn met schrijven, waarna er in Kells verder aan gewerkt is, zonder het af te maken.
3. Het script zou volledig in het scriptorium van Kells gemaakt zijn.
4. Het zou gemaakt zijn in het noorden van Engeland, misschien in Lindisfarne, daarna naar Iona gebracht en van daar naar Kells.
5. Het zou in een onbekend klooster in Pictisch Schotland gemaakt zijn.

De meest aanvaarde theorie luidt, dat het werd begonnen in Iona, waarna er in Kells verder aan gewerkt is. Het is zeker, dat het Book of Kells gemaakt is door Columbaanse monniken, die dicht bij de gemeenschap van Iona stonden.

### Middeleeuwse periode

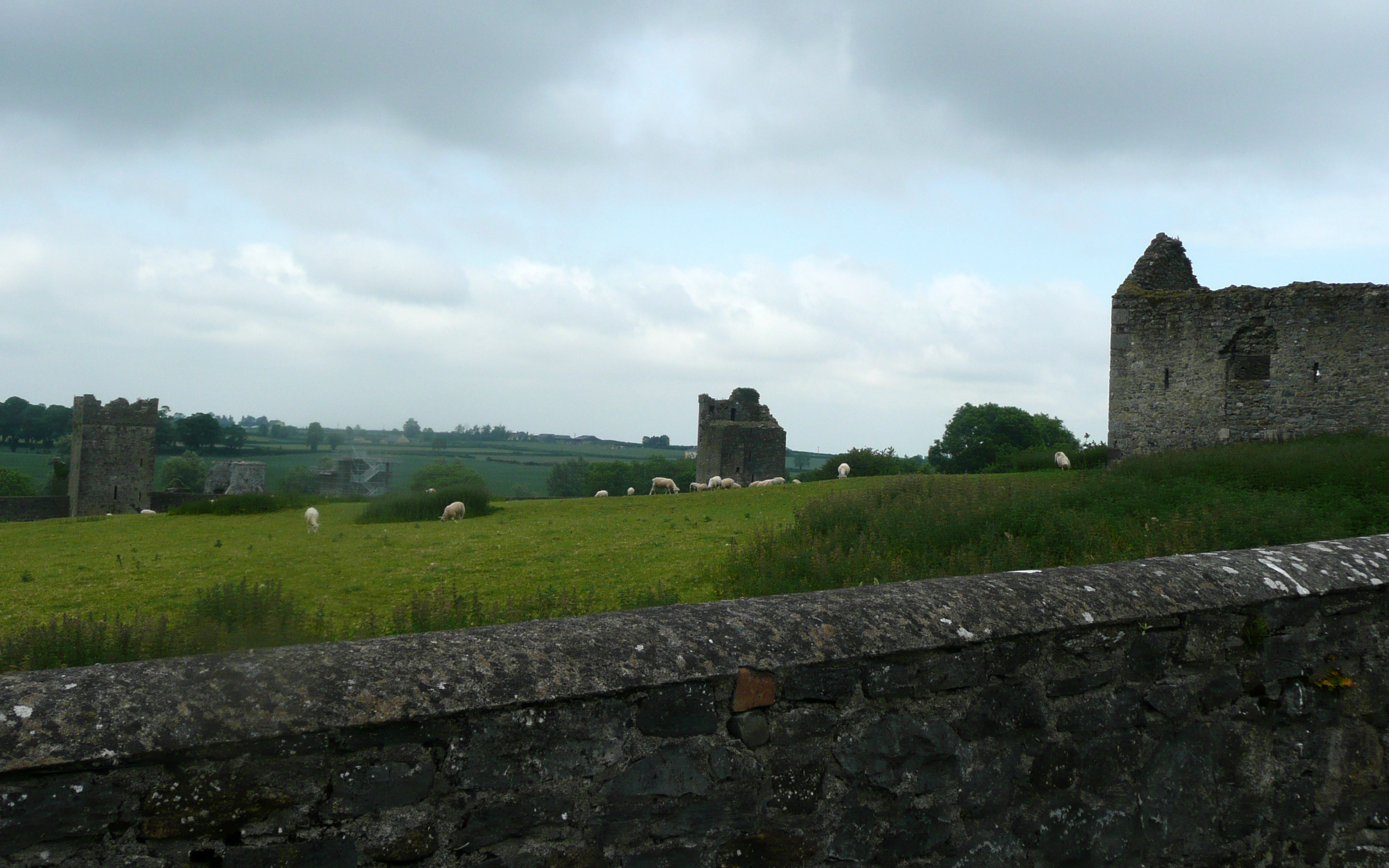
De ruïnes van de Abdij van Kells

Het bewijs voor de aanwezigheid van het boek in Kells kan gevonden worden in de Annalen van Ulster. Daarin staat vermeld dat "het grote Evangelie van Columkille, het meester-relikwie van de westerse wereld, gedurende de nacht bruut was gestolen uit zijn relikwiehouder van de westerse sacristie van de grote stenen kerk in Cenannas". Het manuscript was een aantal maanden later "onder een graszode" zonder zijn met goud en juwelen ingelegde kaft teruggevonden. Algemeen wordt aangenomen dat met het "grote Evangelie van Columkille" het Book of Kells wordt bedoeld. Als het waar is, dan was het boek in Kells daar in 1007 en was het er lang genoeg om van de aanwezigheid te weten. De kracht die gebruikt is om de kaft te verwijderen, kan verklaren waardoor de eerste en laatste folia van het boek ontbreken.
Wat wel zeker is, is dat het boek in de 12e eeuw in Kells was, doordat charters, behorend bij de Abdij van Kells, gekopieerd werden op een aantal blanco pagina's. Die praktijk van kopiëren van charters in belangrijke boeken was niet ongewoon in de middeleeuwen, en zulke inscripties in het Book of Kells geven concrete aanwijzingen over de locatie in die tijd.
De Abdij van Kells werd opgeheven door de kerkelijke hervormingen in de 12e eeuw. De abdijkerk werd omgevormd tot parochiekerk waar het Book of Kells gebleven is.

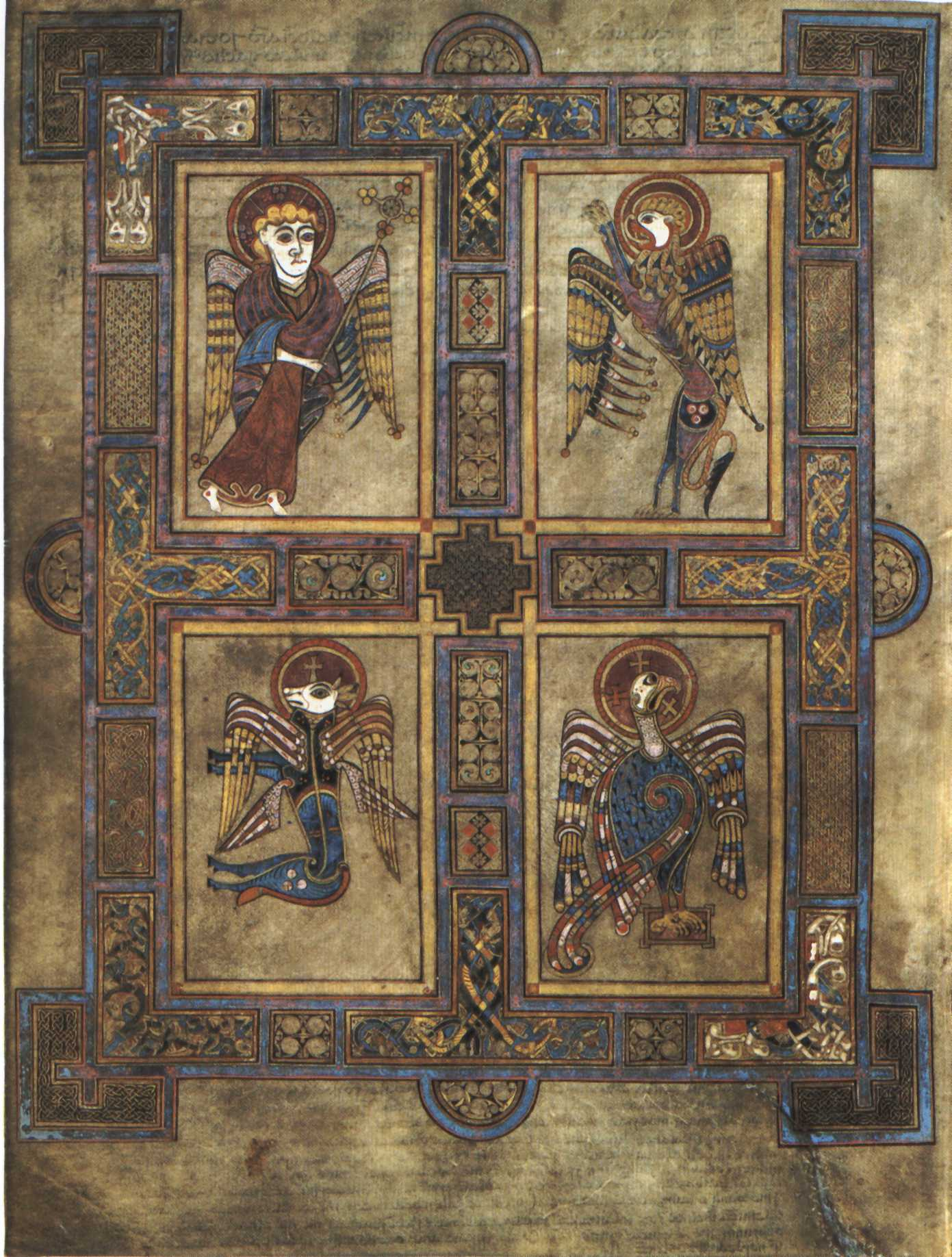
Folium 27v bevat symbolen van de vier evangelisten. Vanaf links boven met de klok mee: een man (Matteüs), een leeuw (Marcus), een adelaar (Johannes) en een os (Lucas).

#### Boek van Kildare
De 12e-eeuwse schrijver Gerald van Wales beschreef in zijn Topographia Hibernica een beroemde passage over een groot evangelieboek in Kildare, dat door veel mensen gezien wordt als het Book of Kells. De beschrijving komt overeen met het Book of Kells:

Dit boek bevat de harmonie van de vier evangelisten volgens Hiëronymus van Stridon, met op bijna iedere pagina verschillende patronen die zich onderscheiden door variërende kleuren. Hierin kan je het gezicht zien van grootsheid, hemels getekend, hier de mysterieuze symbolen van de evangelisten, elk met vleugels, nu zes, nu vier, nu twee; hier de adelaar, daar het kalf, hier de man en daar de leeuw, en bijna grenzeloze andere vormen. Kijk er oppervlakkig naar met een gebruikelijke blik en je zou denken dat het een uitwissing is en niet een opsporing. Fijn vakmanschap, allemaal over jou, maar het kan zijn dat je het niet merkt. Kijk er meer gretig naar en je zult doordrongen worden door de heilige kunst. Je zal complexe dingen tegenkomen, zo kwetsbaar en gevoelig, zo veel knopen en verbindingen, met kleuren zo fris en levendig dat je misschien zal zeggen dat dit alles het werk was van een engel, en niet van een man

Omdat Gerald beweert het boek gezien te hebben in Kildare, kan het zijn dat hij een ander boek gezien heeft met eenzelfde kwaliteit als het Book of Kells, dat momenteel verloren zou zijn. Of het kan zijn dat Gerald de plaats verkeerd beschreven heeft.

### Moderne periode
Het Book of Kells bleef in Kells tot het jaar 1654. In dat jaar was Oliver Cromwells cavalerie ondergebracht in de kerk in Kells en de gouverneur van de stad zond het boek naar Dublin om het te beschermen. Henry Jones, die na de Engelse Restauratie de bisschop van Meath werd, presenteerde het manuscript aan het Trinity College in Dublin in 1661. Hier verbleef het sindsdien, op de korte momenten na dat het uitgeleend werd aan andere bibliotheken en musea. Het wordt sinds de 19e eeuw tentoongesteld aan het publiek in de Old Library van Trinity.
Door de jaren kreeg het Book of Kells een aantal aanvullingen op de tekst. In de 16e eeuw voegde Gerald Plunkett uit Dublin een serie van Romeinse cijfers toe. Hiermee werden de hoofdstukken van de evangeliën genummerd volgens de indeling van de 13e-eeuwse Aartsbisschop van Canterbury, Stephen Langton. De prominente Anglicaanse geestelijke James Ussher telde en nummerde de folia in 1621, kort nadat Jacobus I hem benoemde tot Bisschop van Meath. Koningin Victoria en Prins Albert werden uitgenodigd om het boek te tekenen in 1849. In feite tekenden zij echter een moderne pagina waarvan ten onrechte werd gedacht dat deze origineel was. Toen het boek in 1953 opnieuw werd ingebonden is de pagina met hun handtekeningen verwijderd.
Door de eeuwen heen is het boek een aantal keer opnieuw ingebonden. In de 18e eeuw zijn daarbij de pagina's afgesneden waardoor kleine delen van afbeeldingen verloren zijn gegaan. Het boek is ook in 1895 opnieuw ingebonden, maar ging al snel kapot. In de late jaren twintig raakten een aantal folia los. Deze werden gescheiden van het geheel bewaard. Boekbinder Roger Powell heeft in 1953 het manuscript opnieuw ingebonden en heeft toen een aantal pagina's recht gestreken die bol waren gaan staan.
Twee delen kunnen gezien worden op het Trinity College: één geopend op een grote gedecoreerde pagina en één die twee pagina's met tekst laat zien en wat kleinere versieringen.
In 2000 is het deel met het evangelie volgens Marcus verzonden naar Canberra, Australië voor een tentoonstelling over geïllustreerde manuscripten. Dit was maar de vierde keer dat het Book of Kells naar het buitenland is verstuurd voor een tentoonstelling. Tijdens deze reis liep het manuscript "kleine pigmentschade" op. Waarschijnlijk is dit gekomen door de trillingen van de vliegtuigmotoren tijdens de vlucht. 

### Reproducties

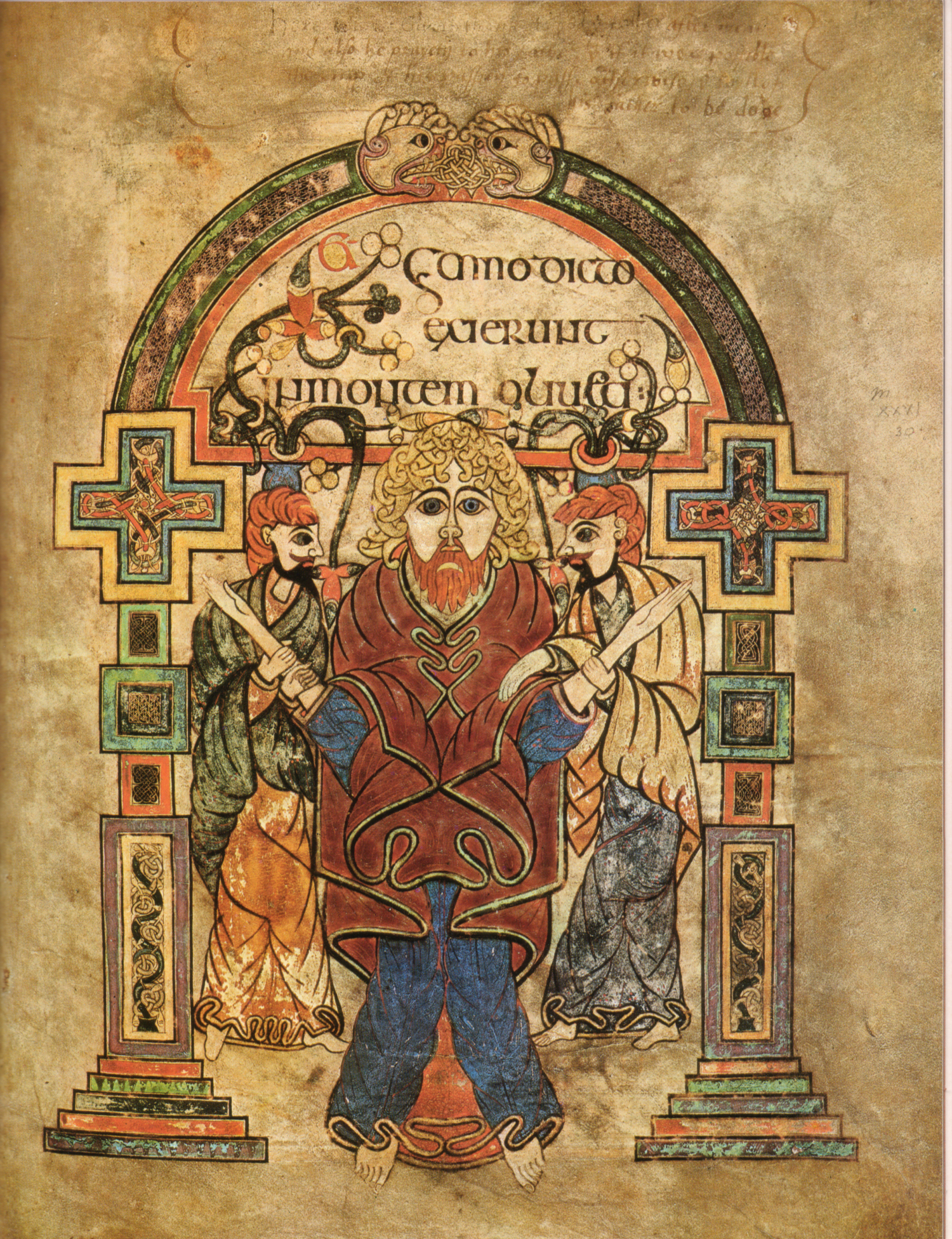
De arrestatie van Christus

In 1951 produceerde de Zwitserse uitgever Urs Grafverlag Bern de eerste facsimile van het Book of Kells. De meeste pagina's werden gereproduceerd in zwart-witfoto's, maar de editie bevatte ook 48 kleurenfoto's, inclusief alle gedecoreerde pagina's.
Met goedkeuring van het bestuur van Trinity College Dublin, produceerde Thames en Hudson de tweede facsimile-editie in 1974. Deze uitgave omvatte alle paginagrote afbeeldingen en een representatieve selectie van tekstpagina's, samen met uitvergrote details van afbeeldingen. Die pagina's waren allemaal in kleur gefotografeerd door John Kennedy in de Green Studio in Dublin.
In 1979 vroeg de Zwitserse uitgever Faksimile-Verlag Luzern toestemming om een complete facsimile in kleur te maken. De toestemming werd geweigerd, omdat de bestuurders van Trinity College het risico voor beschadiging te groot vonden. Tegen 1986 had het Faksimile-Verlag een proces ontwikkeld om de pagina's recht te houden, waardoor zij wel toestemming kregen om een nieuwe facsimile te produceren en te publiceren. Door middel van zacht zuigen kon het gefotografeerd worden zonder dat het aangeraakt werd. Het complete werk werd gepubliceerd in 1990 in een tweedelige set en bevat het volledige facsimile met commentaar. Een exemplaar wordt bewaard door de Anglicaanse Kerk in Kells, op de plaats van het oorspronkelijke klooster.

## Inhoud

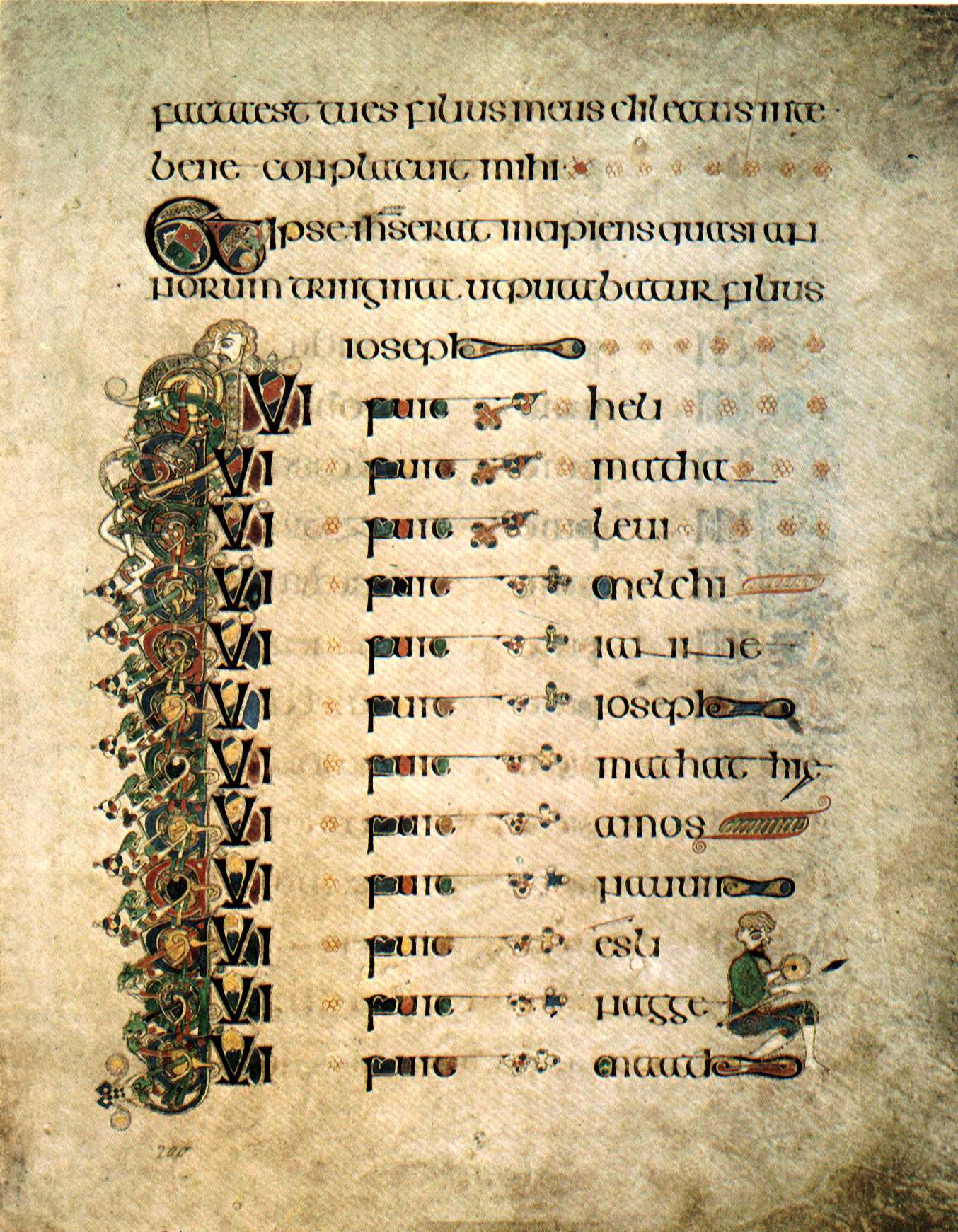
Genealogie van Jezus volgens Lucas (beslaat meer dan drie pagina's)

Het bestaande boek bevat: voorafgaande werken, de complete tekst van de evangeliën van Matteüs, Marcus, Lucas en het evangelie volgens Johannes vanaf Johannes 17:13. De rest van Johannes en een onbekend aantal pagina's van de voorafgaande stukken zijn vermist en misschien wel verloren toen het boek was gestolen in de vroeg-11e eeuw. De nog aanwezige voorgaande stukken bevatten: twee gefragmenteerde lijsten met Hebreeuwse namen afkomstig uit de evangeliën, de Brevus causae (samenvatting van de evangeliën), de Argumenta (korte biografie van de evangelisten) en een canon met tabellen van Eusebius van Caesarea. Net als bij de Lindisfarne-evangeliën en het Boek van Durrow en van Armagh, is een gedeelte van de verloren werken waarschijnlijk een brief van Hiëronymus van Stridon aan Paus Damasus I. Deze staat bekend als Novum opus en Hiëronymus legt hierin het doel uit van zijn vertaling. Het is ook mogelijk, maar minder waarschijnlijk, dat een deel van de verloren stukken de brief van Eusebius naar Carpianus bevat, waarin hij uitleg geeft over het gebruik van de canontafels. Van alle insulaire evangeliën bevat alleen het Lindisfarne-manuscript deze brief.

### Gefragmenteerde namenlijsten
Er zijn twee gefragmenteerde lijsten met Hebreeuwse namen; één op de eerste rechterpagina en één op folium 26, welke momenteel tegen het einde van het voorwoord van Johannes is gestoken. Het eerste stukje lijst bevat het eind van de lijst van het evangelie volgens Matteüs. De ontbrekende namen van Matteüs zouden nog twee folia beslaan. De tweede gefragmenteerde lijst, op folium 26, bevat ongeveer een vierde van de lijst van Lucas. De lijst van Lucas zou ongeveer drie folia beslaan. Vanwege de indeling van de groep waar folia 26 bij hoorde, is het onwaarschijnlijk dat er tussen de folia 26 en 27 drie folia vermist zijn. Het is dus bijna zeker dat folium 26 momenteel niet op de oorspronkelijke plaats zit. Verder is er geen spoor van de lijsten van Marcus en Johannes.

### Canontafels van Eusebius
Het eerste stuk lijst wordt gevolgd door de canontafels van Eusebius van Caesarea. Deze tabellen gingen vooraf aan de Vulgaat-tekst en waren ontwikkeld om te verwijzen naar de evangeliën. Eusebius verdeelde de evangeliën in hoofdstukken, waarna hij synoptische tabellen creëerde waar lezers konden opzoeken waar zij bepaalde episodes van het leven van Christus in terug konden vinden in elk van de synoptische evangeliën. De canontafels waren oorspronkelijk bijgevoegd in de meeste middeleeuwse exemplaren van de Vulgaattekst van de evangeliën. De tabellen in het Book of Kells zijn echter vrijwel onbruikbaar, omdat de schrijver de tabellen zodanig verkortte dat ze verwarrend zijn geworden. Ook zijn de corresponderende hoofdstuknummers niet in de marges van de tekst geschreven, waardoor het bijna onmogelijk is om de sectie te vinden waarnaar de canontafels verwijzen. De reden hiervoor is nog onduidelijk. Gesuggereerd wordt dat de schrijver wellicht van plan was deze referenties in te voeren wanneer het manuscript af was, of anderszins dat hij ze er doelbewust had uitgehouden om het aanzicht van de pagina's niet te bederven.

### Breves causae en Argumenta

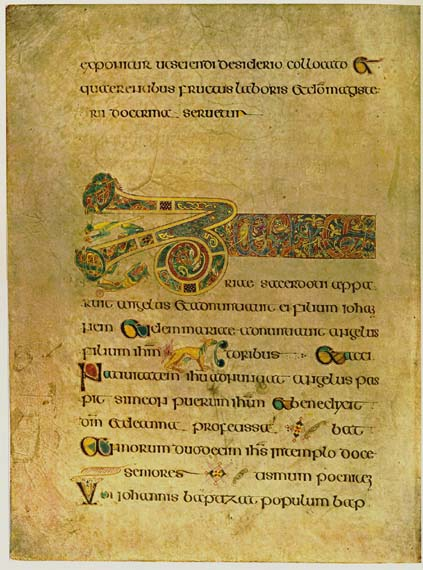
Folium 19 bevat het begin van de Breves causae van Lucas.

De Breves causae en Argumenta horen bij een pre-Vulgaat traditie van manuscripten. De Breves causae zijn samenvattingen van de oude Latijnse vertalingen van de evangeliën en zijn verdeeld in genummerde hoofdstukken. Deze hoofdstuknummers zijn, net als de nummers voor de canontafels, niet geplaatst op de tekstpagina's van de evangeliën. Het is onwaarschijnlijk, dat deze nummers gebruikt zouden worden, ook al zou het manuscript af zijn. De hoofdstuknummers corresponderen namelijk met de oude Latijnse vertalingen en zijn daardoor moeilijk te harmoniseren met de Vulgaattekst.
De Argumenta zijn een collectie legendes over de evangelisten. De Breves causae en Argumenta zijn gerangschikt in een vreemde volgorde: eerste komen de Breves causae en Argumenta voor Matteüs, gevolgd door de Breves causae en Argumenta voor Marcus, daarna aardig merkwaardig, komt de Argumenta voor Lucas en Johannes, gevolgd door hun Breves causae. Deze abnormale volgorde weerspiegelt dat wat in het Boek van Durrow is gevonden, alhoewel in het laatstgenoemde de misplaatste secties aan het eind van het manuscript voorkomen, in plaats van als deel van een inleiding. In andere insulaire manuscripten, zoals de Lindisfarne-evangeliën, de Boek van Armagh en de Echternach-evangeliën, wordt iedere evangelie gezien als een apart werk met voorafgaand een eigen inleiding. Door de volgzame herhaling in Kells, gekeken naar de volgorde van de Breves causae en Argumenta zoals in Durrow, kwam de geleerde T.K. Abbot tot de conclusie dat de schrijver van Kells het Boek van Durrow of een ander vergelijkbaar model bij de hand had.

### Vier evangeliën
Het Book of Kells bevat de tekst van de vier evangeliën, gebaseerd op de Vulgaat. Het gaat daarbij niet om een pure kopie van de Vulgaat. Er zijn talloze varianten van de Vulgaat, waarin Oudlatijnse vertalingen gebruikt worden in plaats van de tekst van Hiëronymus. Hoewel deze varianten gebruikelijk waren in de insulaire evangeliën, lijkt er geen consistent patroon van variatie te bestaan onder de insulaire teksten. Uit voorkomende fouten blijkt, dat schrijvers de tekst meer schreven vanuit hun geheugen dan vanaf een voorbeeld.
Er bestaan verschillen tussen de tekst en de normaal aanvaarde evangeliën. In de genealogie van Jezus, die start bij Lucas 3:23, noemt het Book of Kells foutief een extra voorouder. Ergens anders in Matteüs 10:34b zou moeten hebben gestaan: "Ik ben niet gekomen om vrede te brengen, maar het zwaard". Maar in het manuscript staat gaudium (plezier) waar het zou moeten zijn gladium (zwaard), waardoor het is vertaald als: "Ik ben niet gekomen om vrede te brengen, maar plezier".

## Materiaal en formaat

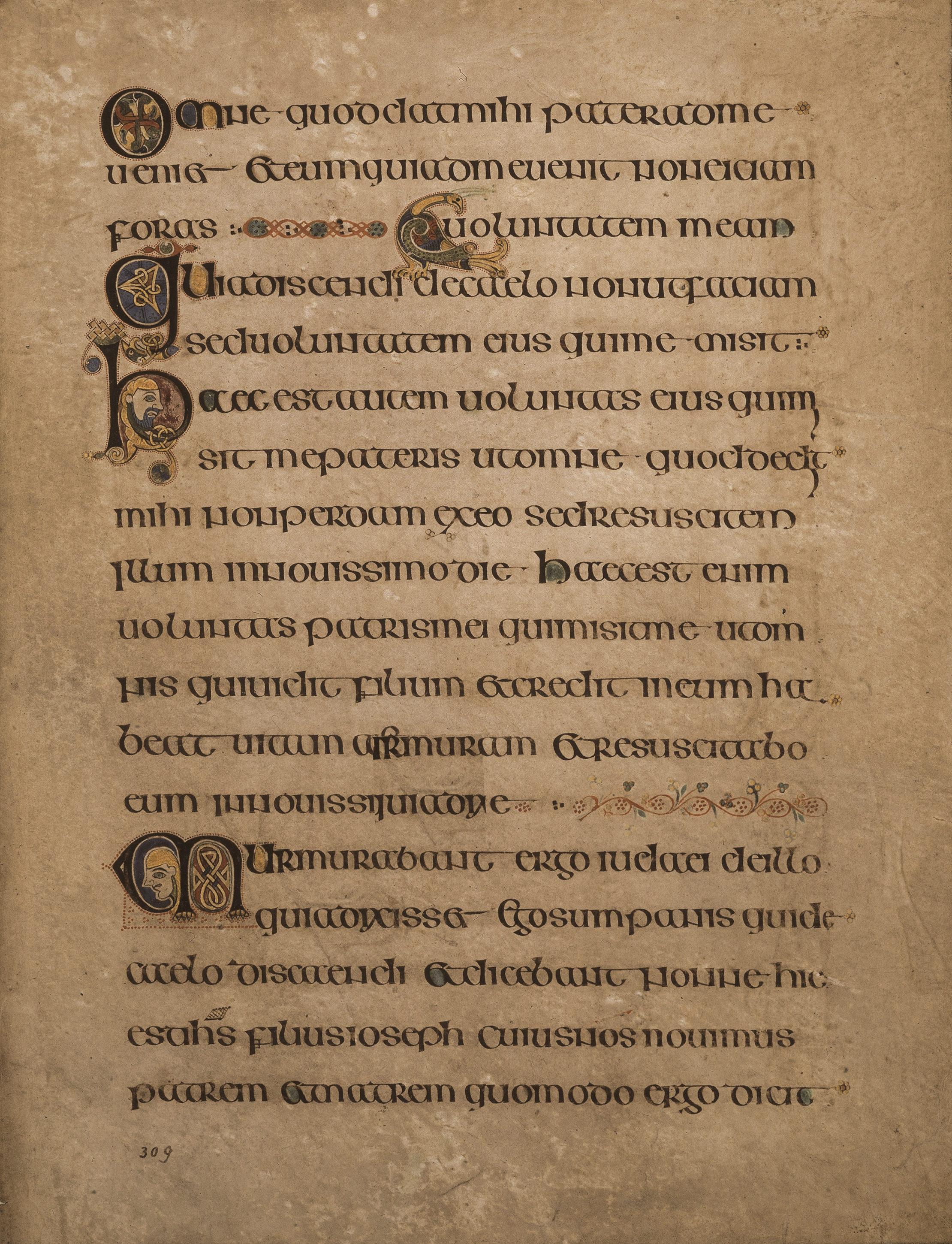
Folium 309r bevat tekst van het evangelie volgens Johannes geschreven in insulaire letters door de schrijver, bekend als Hand B.

Het Book of Kells bevat de vier evangeliën van het christendom, geschreven in zwarte, rode, paarse en gele inkt in een insulair schrift, voorafgaand door een voorwoord en samenvattingen. Tegenwoordig bestaat het uit 340 perkamentbladen of folia.
De meerderheid van de folia is onderdeel van een bifolium, dat is een dubbelgevouwen blad, dat zodoende uit twee folia bestaat. Deze bifolia zijn in elkaar gestoken en aan elkaar genaaid, om een katern te vormen. In sommige gevallen is een folium geen deel van een bifolium, maar is het een enkel blad dat is bijgevoegd.
De bestaande folia zijn samengevoegd in 38 katernen, die bestaan uit 4 tot 12 folia (2 tot 6 bifolia) per katern. In veel gevallen zijn de folia gebonden in een katern van 10 folia. Sommige folia vormen geen katern bij de belangrijke gedecoreerde pagina's.
Op sommige folia zijn nog markeringen en lijnen te zien die werden gebruikt om de tekst te kunnen schrijven. Het perkament is van hoge kwaliteit, terwijl de folia niettemin wel ongelijk in dikte verschillen: sommige zijn bijna leerachtig en andere zijn zo dun dat ze bijna doorzichtig zijn.
De afmetingen van het boek bedragen nu 330 bij 250 mm. Oorspronkelijk hadden de folia geen standaardmaat, maar werden bijgesneden tot het huidige formaat toen ze in de 18e eeuw opnieuw ingebonden werden. Het gebied voor de tekst beslaat ongeveer 250 bij 170 mm. Elke tekstpagina bevat 16 tot 18 regels met tekst. Gezien de ouderdom verkeert het manuscript in een opmerkelijk goede staat. Toch hebben veel pagina's schade opgelopen door wrijving. Het boek moest een product zijn van een groot scriptorium waar een aantal jaar aan is gewerkt en toch is het niet afgekregen. De geprojecteerde decoraties van sommige pagina's zijn alleen in hoofdlijnen te zien.
Het manuscript is geschreven in insulair schrift, voornamelijk hoofdletters met een aantal keer een kleine letter (vaak de "e" of "s"). De tekst is gewoonlijk geschreven in één lange regel over de pagina. Françoise Henry identificeerde ten minste drie schrijvers in dit manuscript, die zij Hand A, Hand B en Hand C noemde. Hand A wordt gevonden op folium 1 tot 19v, folium 276 tot 289 en folium 307 tot het eind van het manuscript. Hand A schrijft in de meeste delen 18 tot 19 regels per pagina in een bruinachtige inkt, wat gebruikelijk was in het westen. Hand B wordt gevonden op folium 19 tot 26 en folium 124 tot 128. Hand B heeft een wat grotere neiging om kleine letters te gebruiken en gebruikt rode, paarse en zwarte inkt. Het aantal regels per pagina is variabel. Hand C wordt gevonden in het grootste gedeelte van de tekst. Hand C heeft ook een grotere neiging dan Hand A om kleine letters te gebruiken. Hand C gebruikt dezelfde bruinige inkt als Hand A en schrijft bijna altijd 17 regels per pagina.
Waarschijnlijk zijn door de eeuwen heen ongeveer 30 folia van het originele manuscript kwijtgeraakt. Ussher telde in 1621 344 folia, maar een aantal bladen waren op dat moment al kwijt. De schatting is gebaseerd op gaten in de tekst en de afwezigheid van een aantal belangrijke afbeeldingen.

## Decoraties
De tekst gaat vergezeld van veel miniaturen op de pagina's en met kleinere decoraties tussen de regels door. De decoraties van het boek zijn bekend omdat ze complexe details combineren met krachtige energieke composities.

### Voorgaande werken

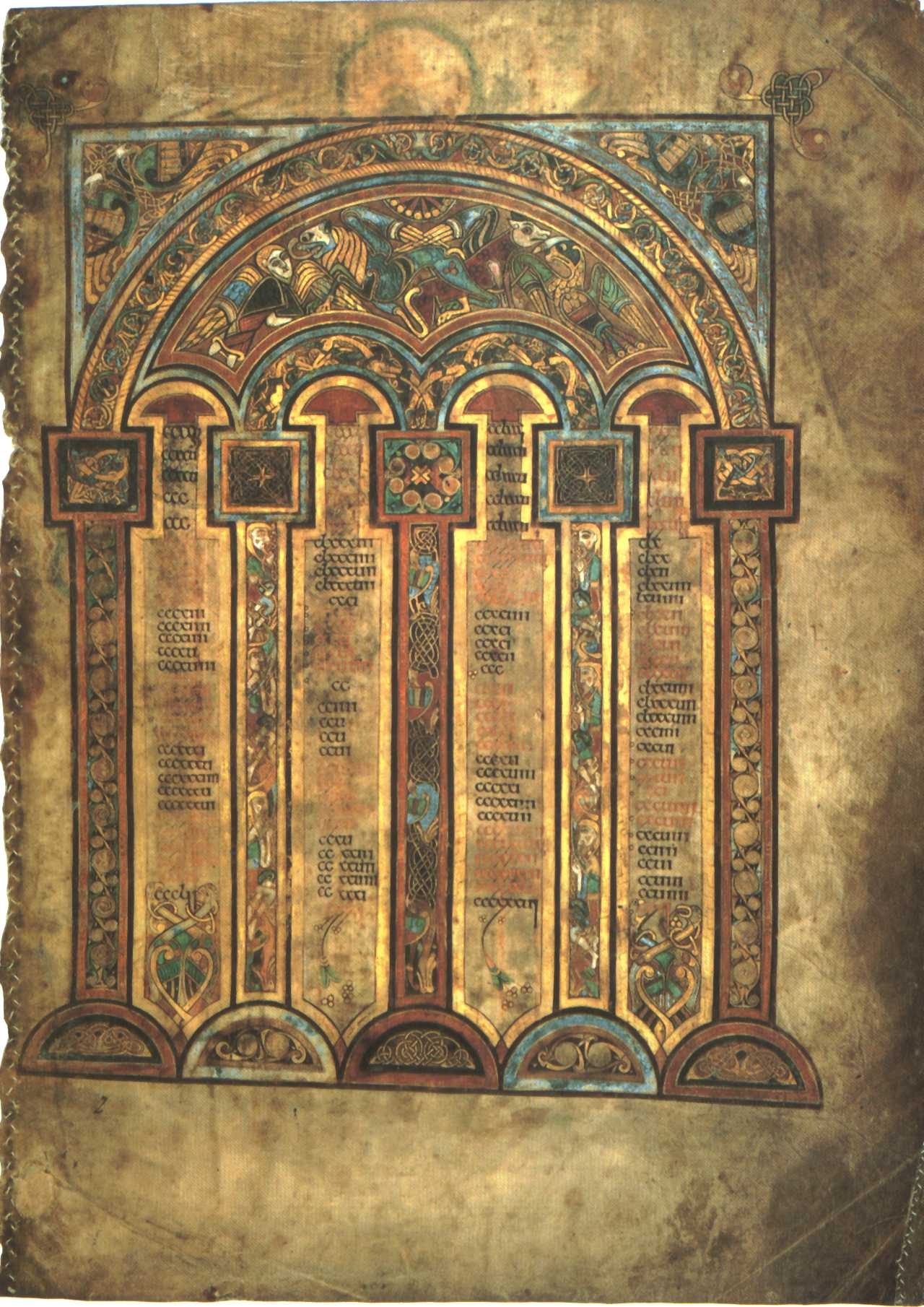
Folium 2r van het Book of Kells bevat een van de canontafels van Eusebius.

De bestaande folia van het manuscript beginnen met de voorgaande werken. Het eerste werk is een gefragmenteerde opsomming van Hebreeuwse namen. Dit fragment neemt de linkerkolom in van folium 1r. Een miniatuur met de vier symbolen van de evangelisten neemt de rechterkolom in. De miniatuur is zo georiënteerd dat de pagina negentig graden gedraaid moet worden om het normaal te kunnen zien. De vier symbolen van de evangelisten zijn een visueel thema dat vaker terugkomt in het boek. Zij zijn bijna altijd tegelijk te zien om zo de eenheid van de boodschap van de vier evangelies te benadrukken.
De eenheid van de evangeliën wordt verder benadrukt door de decoraties van de canontafels van Eusebius. De canontafels zelf illustreren de eenheid van de evangelies door het ordenen van corresponderende passages van de evangeliën. De canontafels van Eubesius beslaan normaal gesproken twaalf pagina's (folium 1v tot 7r) maar door een nog onbekende reden is het samengevat tot tien. Hierdoor zijn folium 6v en 7r blanco gebleven. De decoraties van de eerste acht folia van de canontafels zijn erg beïnvloed door de vroege evangelieboeken uit het Middellandse Zeegebied, waar het traditie was om de tabellen met een arcade te omvatten (zoals in de Londense Canontafels). Het manuscript van Kells presenteert dit motief in een insulaire stijl. Hierin zijn de arcades niet als architectonische elementen te zien, maar eerder als stilistische geometrische patronen met insulaire versieringen. De vier symbolen van de evangelisten bezetten de ruimtes onder en boven de bogen. De laatste twee canontafels worden gepresenteerd in een koppelnet. Deze weergave is beperkt tot insulaire manuscripten en is als eerst gezien in het Boek van Durrow.

### Introducties van de secties

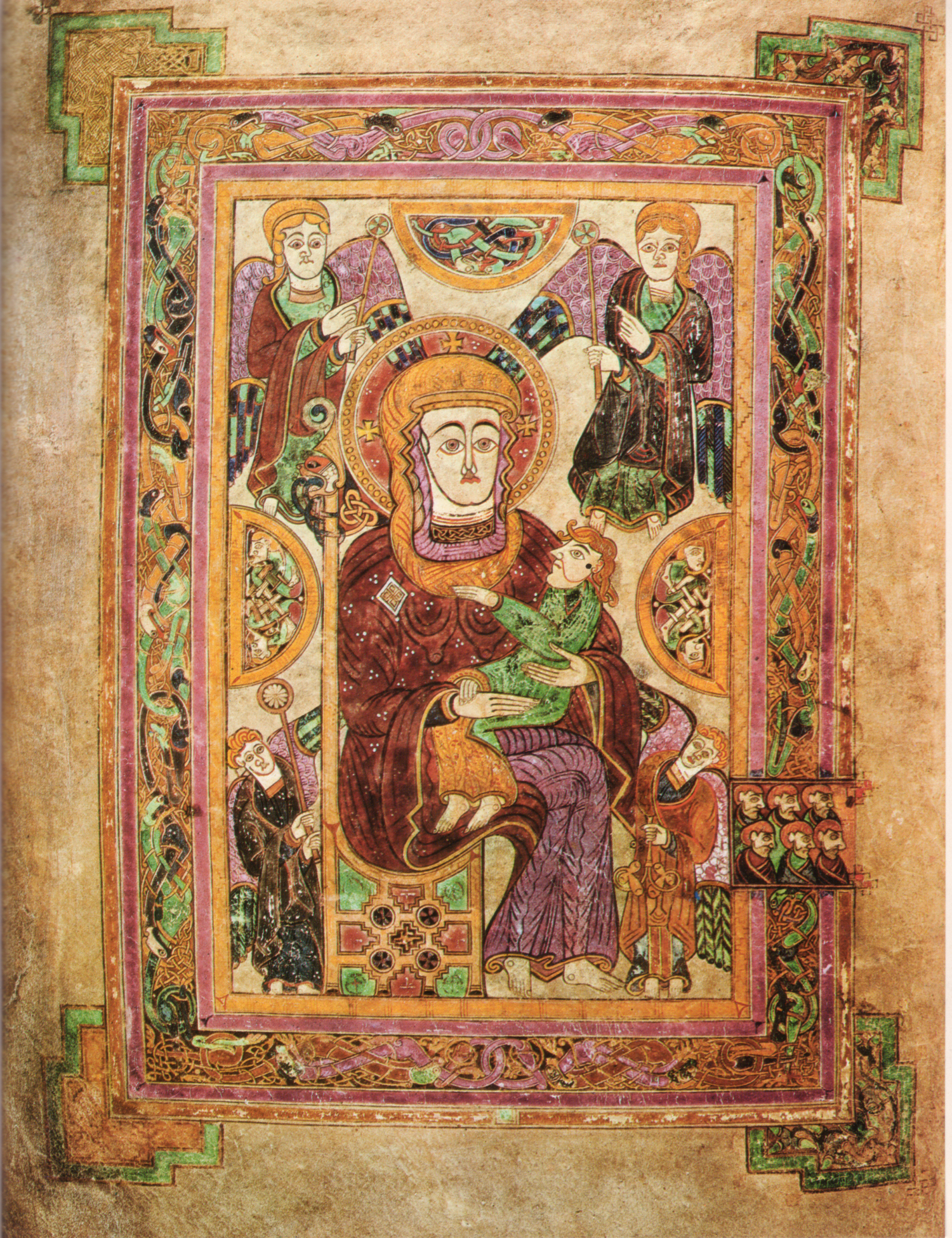
Folium 7v bevat een afbeelding van de Maagd en Kind. Dit is de oudste nog bestaande afbeelding van de Maagd Maria in een westers manuscript.

Het restant van het boek is verdeeld in secties met door miniaturen en gedecoreerde tekstpagina's versierde hoofdstukken. Elk van de evangelies wordt consequent geïntroduceerd door een decoratie. De voorgaande werken worden gezien als één sectie en worden dus ook geïntroduceerd door een rijkelijk versierde pagina. Naast de voorgaande werken en de evangeliën, wordt het tweede begin van het evangelie volgens Matteüs ook geïntroduceerd met een versierde introductie.
De voorgaande werken worden geïntroduceerd door een icoon van de Maagd en Kind (folium 7v). Deze afbeelding is de eerste van de Maagd in een westers manuscript. Maria is te zien in een merkwaardige combinatie van frontaal en driekwart positie. Deze miniatuur heeft ook stilistische overeenkomsten met inkervingen op het deksel van St. Cuthbertus' doodskist. De iconografie van de miniatuur kan haar oorsprong hebben in een Oosters of Koptisch icoon.
De afbeelding van de Maagd en het Kind tegenover de eerste tekstpagina is een passend begin voor de Breves Causae van Matteüs. Het begint met Navitivitas Christi in Bethlem (de geboorte van Christus in Bethlehem). De eerste pagina (folium 8r) van Breves Causae is versierd en geplaatst in een ruim kader. De twee pagina's beslaande afbeelding en tekst vormen een levendige introductie voor het voorgaande stuk. De openingsregel van elk van de secties van de voorgaande werken is vergroot en versierd (zie boven voor de Breves causae van Lucas). Daarentegen heeft geen van de andere secties van de voorgaande werken een behandeling gehad als het begin van de Breves causae van Matteüs.
Het boek was zo ontworpen, dat elk van de evangeliën een rijkelijk versierde introductie zou hebben. Elk evangelie werd dus oorspronkelijk voorafgegaan door een paginagrote afbeelding met de vier symbolen van de evangelisten, gevolgd door een blanco pagina. Hierna kwam een portret van de evangelist met daar tegenover de openingstekst van het evangelie. Het evangelie volgens Matteüs bevat nog het portret van de evangelist (folio 28v) en zijn pagina met de vier symbolen. Het evangelie volgens Marcus mist het portret van de evangelist, maar bevat nog wel een pagina met de symbolen (folium 129v). Het evangelie volgens Lucas mist zowel het portret als de symbolen van de evangelistenpagina. Het evangelie volgens Johannes heeft zowel het portret als de symbolen (folium 290v), net als in Matteüs. Aangenomen kan worden dat de portretten van Marcus en Lucas en de symbolenpagina van Lucas wel hebben bestaan, maar verloren zijn gegaan. Het gebruik van alle vier de symbolen van de evangelisten op de voorkant van elke evangelie is opvallend en was bedoeld om de boodschap van de eenheid van de evangeliën te versterken.

### Paginagrote afbeeldingen
De rijkelijke verluchting is veel groter dan enig ander bewaard gebleven insulair evangelieboek. Er zijn tien paginagrote afbeeldingen bewaard gebleven: twee portretten van evangelisten, drie pagina’s met de vier symbolen van de evangelisten, een tapijtpagina, een afbeelding van de Maagd en Kind, een afbeelding van een getroonde Christus, afbeelding met de arrestatie van Jezus en de verleiding van Christus.
Er zijn dertien volledige pagina's met gedecoreerde tekst overgebleven, inclusief pagina's met de eerste paar woorden van elk van de evangeliën. Acht van de tien pagina's van de canontafels hebben overvloedige decoraties. Het is hoogstwaarschijnlijk dat er andere pagina's waren met miniaturen en versierde teksten die heden ten dage kwijt zijn. Naast deze belangrijke pagina's zijn er ook talloze kleinere decoraties en versierde initialen tussen de tekst; in feite zijn er maar twee pagina's zonder decoraties.
Het Book of Kells bevat twee andere paginagrote afbeeldingen welke delen van het lijden van Christus illustreren. De tekst van Matteüs is geïllustreerd met een paginagrote afbeelding van de arrestatie van Christus (folium 114r). Jezus is te zien onder een gestileerde arcade, terwijl hij wordt vastgehouden door twee veel kleinere figuren. In de tekst van Lucas is er een paginagrote afbeelding van de verleiding van Christus (folio 202v). Christus wordt getoond vanaf zijn middel op de top van de tempel. Aan zijn rechterzijde staat een menigte die mogelijk apostelen uitbeelden. Aan zijn linkerzijde staat een zwart figuur, Satan, en boven hem zweven twee engelen.

### Gedecoreerde openingswoorden

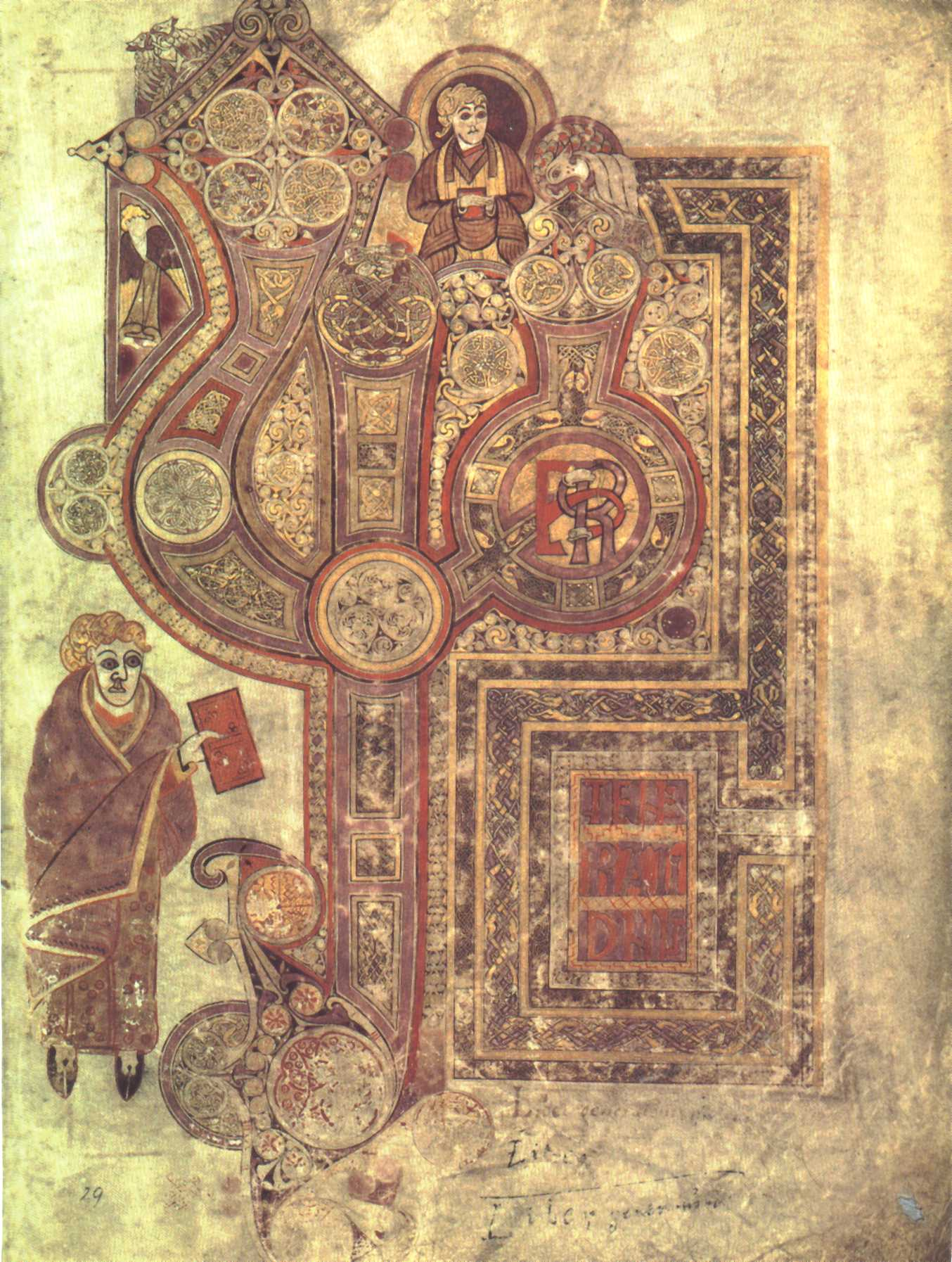
Folio 29r bevat de eerste woorden van het evangelie volgens Matteüs.

De decoratie van de openingswoorden van iedere evangelie is overvloedig. De versiering van deze teksten is zo uitvoerig dat de tekst zelf bijna onleesbaar is. De inleiding (folio 29r) van Matteüs is een goed voorbeeld. De pagina bestaat alleen uit de twee woorden Liber generationis ("Het boek van de generatie"). De "lib" in Liber is omgevormd tot gigantisch monogram die de pagina domineert. De "er" in Liber is te zien als verweefd ornament in de "b" van het "lib" monogram. Generationis is verdeeld over drie regels en geplaatst in een ruim kader in de rechter onderhoek van de pagina. De woorden zijn omgeven met een versierde rand.
De rand en de letters zelf zijn versierd met spiralen en knoopwerk. De openingswoorden van Marcus, Initium evangelii ("Het begin van het evangelie") Lucas, Quoniam quidem multi, en Johannes In principio erat verbum ("In het begin was het Woord") hebben allemaal eenzelfde behandeling gehad. Hoewel de decoraties van deze pagina's het meest uitgebreid in het Book of Kells zijn, zijn deze pagina's ook versierd in de andere insulaire evangelieboeken.
Tegenover het folium met de arrestatie van Christus, ligt een volledige pagina met versierde tekst die begint met Tunc dicit illis. Tegenover de afbeelding met de Verleiding is een andere volledige pagina met gedecoreerde tekst (folium 203r "lesus autem plenus"). Naast deze pagina's zijn er vijf andere pagina’s die ook eenzelfde uitgewerkte behandeling hebben gehad.
In Matteüs heeft een volledige pagina eenzelfde behandeling gehad (folium 124r, "Tunc crucifixerant Xpi cum eo duos latrones"). In het evangelie volgens Marcus zijn er ook twee pagina's met gedecoreerde tekst (folium 183r, "Erat autem hora tercia", en folio 187v "Et Dominus quidem lesus postquam"). Het evangelie volgens Lucas bevat twee pagina's met volledig versierde tekst. (folium 188v "Fuit in diebus Herodis", en folium 285r "Una autem sabbati valde"). Alhoewel deze teksten geen miniaturen bevatten die erbij passen, is het waarschijnlijk dat het wel de bedoeling was om elk van deze teksten te vergezellen met passende miniaturen die of verloren zijn of niet zijn afgemaakt.
Het evangelie volgens Johannes bevat op de openingswoorden na, verder geen andere volledige pagina's met tekst. Behalve folium 188c zijn in de andere drie evangeliën alle volledige pagina's wel met tekst versierd. Omdat de ontbrekende folia van Johannes het Passieverhaal bevatten, is het waarschijnlijk dat Johannes paginagrote afbeeldingen bevatte die momenteel verloren zijn.

#### Chi Rho monogram

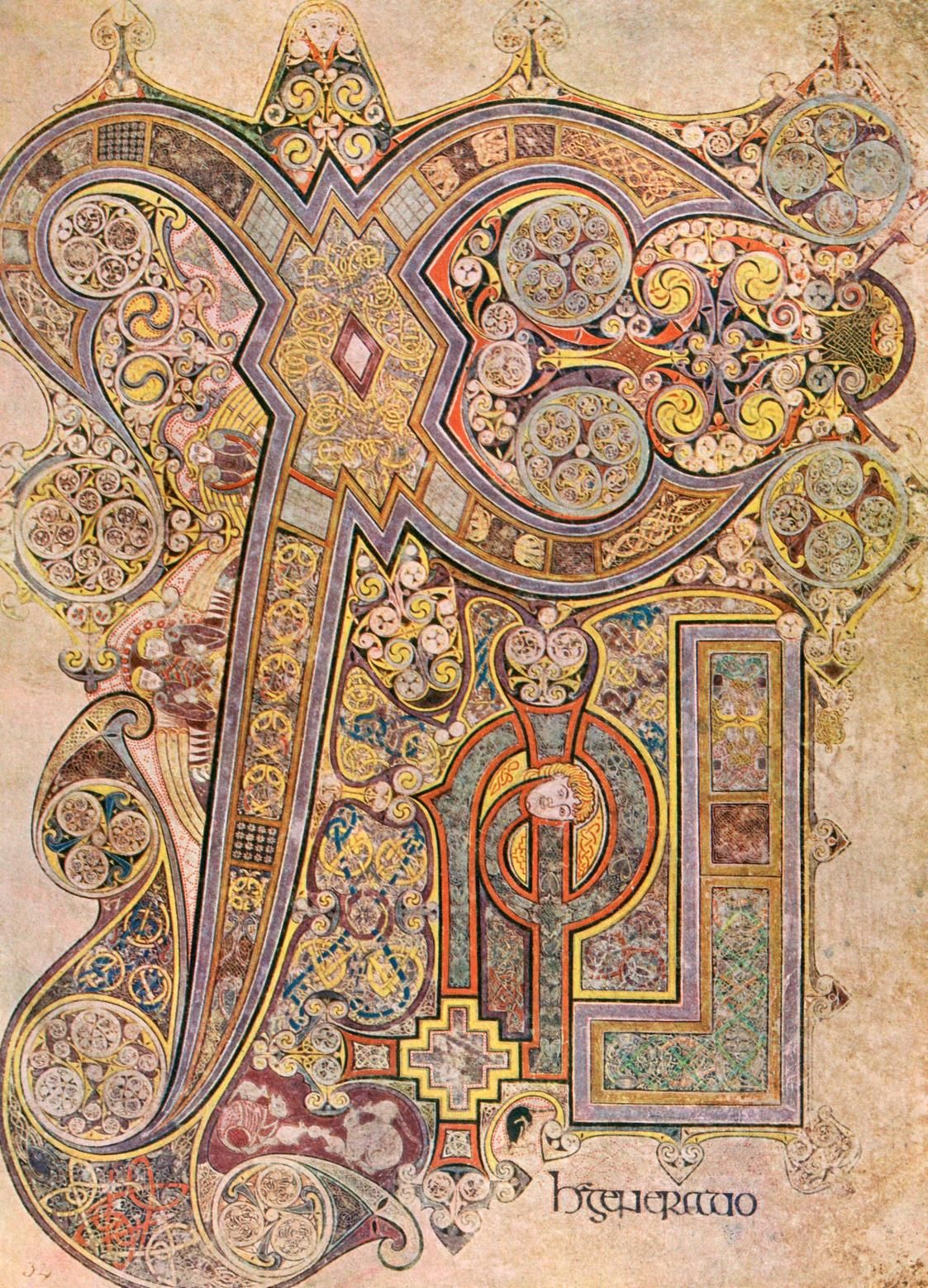
Folium 34r bevat het Chi-Rho-monogram. Chi en Rho zijn in het Grieks de eerste twee letters van het woord Christus.

Het evangelie volgens Matteüs begint met de genealogie van Jezus. Pas bij Matteüs 1:18 begint het daadwerkelijke verhaal van Christus' leven. Dit "tweede begin" van Matteüs werd zo vaak benadrukt in vroege evangelieboeken, dat de twee secties vaak werden behandeld als aparte werken. Het "tweede begin" begint met het woord "Christus". De Griekse letters Chi en Rho werden vaak gebruikt in middeleeuwse manuscripten om het woord Christus af te korten. In insulaire evangelieboeken werd het Chi-Rho-monogram vergroot en versierd. In het Book of Kells kreeg het tweede begin een decoratieve pagina die gelijk was aan de inleidingen van andere individuele evangeliën. Folium 32 heeft een miniatuur van een tronende Christus. Van deze miniatuur wordt gezegd dat het een van de verloren portretten is van de evangelisten. Niettemin wijkt dit icoon af van de bestaande portretten, waardoor de huidige identificatie en plaatsing van de afbeelding algemeen aanvaard wordt. Tegenover deze afbeelding, op folium 33 recto, staat de enige tapijtpagina van het Book of Kells. Dit is erg ongewoon gezien de Lindisfarne-evangeliën vijf bestaande tapijtpagina's bevatten, terwijl het Boek van Durrow er zes telt. Tegenover het blanco folium 33 recto staat de meest rijkelijk opzichzelfstaande miniatuur van de vroege Middeleeuwen, het Book of Kells Chi Rho monogram, dat dient als de eerste woorden van het verhaal van het leven van Christus.
In het Book of Kells bestrijkt het Chi Rho monogram de hele pagina. De letter "Chi" domineert de pagina met het uitstrekken van een arm over het grootste deel van de pagina. De letter "Rho" ligt dicht onder de armen van de Chi. Beide letters zijn verdeeld in delen, welke rijkelijk versierd zijn met knopenwerk en andere patronen. De achtergrond is op dezelfde manier overspoeld met krullen en knopendecoraties. Midden in de decoratie zijn dieren en insecten verstopt. Drie engelen verschijnen bij een van de gekruiste armen van de Chi. Deze miniatuur is het grootste en meest levendig bestaande Chi Rho monogram van alle andere insulaire evangelieboeken en vormt het hoogtepunt van een traditie die begon met het Boek van Durrow.

### Kleinere afbeeldingen

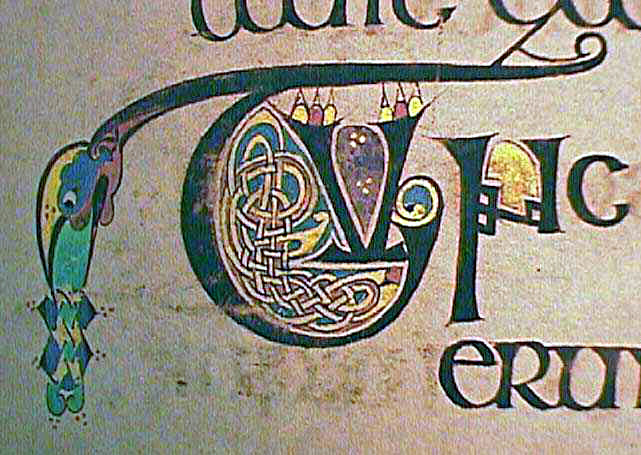
Bijna alle folia van het Book of Kells bevatten kleine afbeeldingen, zoals deze gedecoreerde initiaal.

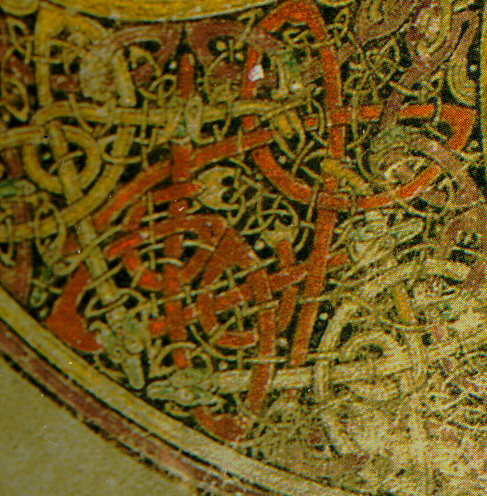
De decoraties van het Book of Kells kunnen buitengewoon complex zijn, zoals te zien is op dit kleine detail van het Chi Rho monogram (Folium 34r).

De decoraties van het boek zijn niet beperkt tot grote afbeeldingen. Verspreid tussen de tekst staan gedecoreerde hoofdletters en kleine figuren van dieren en mensen en zijn ze vaak gedraaid en gebonden in ingewikkelde knopen. Veel belangrijke teksten, zoals het Onzevader, bevatten versierde hoofdletters. De pagina met tekst van de Beatitudes in Matteüs (folium 40v) hebben een grote afbeelding in de linkermarge van de pagina waar de letter "B" begint, waarbij elke regel is verbonden in een beelderige ketting. De genealogie van Christus uit het evangelie volgens Lucas (folium 200r) bevat overeenkomstige miniaturen waarin het woord "qui" herhaaldelijk wordt verbonden op de linkermarge van de pagina. Veel van de kleine dieren zijn verspreid door de tekst om het "terug-op-het-pad" te markeren (dat is een plaats waar de regel is afgelopen op een plek boven of onder de oorspronkelijke regel). Veel dieren zijn er om de ruimtes links aan het eind van de regels op te vullen. Daarbij zijn er in boek geen twee afbeeldingen hetzelfde. Geen bewaard gebleven manuscript van eerdere datum bevat zoveel decoraties.

### Kleurgebruik
De illustraties tonen een breed scala aan kleuren, met vooral paars, lila, rood, roze, groen en geel. Vroegere manuscripten neigden meer naar een smaller scala: het Boek van Durrow bijvoorbeeld gebruikte slechts vier kleuren. Zoals gebruikelijk met insulaire werken is er geen gebruik van bladgoud en bladzilver in het manuscript. Sommige pigmenten voor de illustraties, zoals rood, okergeel, kopergroen, indigo en ultramarijn zouden zijn geïmporteerd uit het Middellandse Zeegebied, ultramarijn kwam in die tijd uit Noordoost-Afghanistan.

### Complexiteit
De decoraties zijn allemaal van een hoge kwaliteit en vaak erg complex. Een decoratie die 4 vierkante centimeter van een pagina inneemt kan wel 100 complexe verwevingen van witte strepen met zwarte randen bevatten (158 per vierkante inch = 6,45 cm2). Sommige decoraties kunnen alleen gezien worden met een vergrootglas, terwijl degelijke lenzen pas enkele eeuwen na de voltooiing van het boek beschreven werden door Alhazen.
Het gecompliceerde knoopwerk en verwevingen in het boek en andere gerelateerde manuscripten vertonen overeenkomsten met het metaalwerk en steenhouwen van die periode. Sinds de geleidelijke herontdekking hiervan in de 19e eeuw kennen deze dessins ook een vorm van populariteit. Veel van die motieven vindt men nu nog terug in kunst, sieraden en tatoeages.

## Betekenis
Het boek had meer een sacramentele dan een educatieve functie. Een groot en rijkelijk evangelieboek als het Book of Kells zou zijn neergelegd op het hoogaltaar van de kerk en alleen ervan afgehaald worden om uit voor te lezen tijdens de mis. Het is waarschijnlijk, dat de lezer niet echt voorlas uit het boek, maar meer vanuit zijn geheugen. Het is daarom opvallend dat de Annalen van Ulster vermelden dat het boek gestolen was uit de sacristie (waar de bekers en andere gebruiksvoorwerpen voor de mis werden opgeslagen) in plaats van uit de bibliotheek van het klooster. De vormgeving van het boek lijkt dit te ondersteunen, omdat in het boek de vertoning belangrijker wordt geacht dan de gebruiksvriendelijkheid. Er staan genoeg fouten in de tekst die niet verbeterd zijn in de loop der jaren. Regels werden vaak afgemaakt in een blanco gedeelte van de regel erboven. De hoofdstukkoppen die nodig waren om de canontafels bruikbaar te maken, zijn niet in de marges van de pagina's gevoegd. In het algemeen is er niets gedaan dat de elegante aanblik kon onderbreken: elegantie kreeg een hogere prioriteit dan het gebruiksgemak.

## Bron
- Dit artikel of een eerdere versie ervan is een (gedeeltelijke) vertaling van het artikel Book of Kells op de Engelstalige Wikipedia, dat onder de licentie Creative Commons Naamsvermelding/Gelijk delen valt. Zie de bewerkingsgeschiedenis aldaar.

## Meer lezen
- (en)  Alton, E. H. en P. Meyer. Enageliorum quattor Codex Cenannensi. 3 vols. Bern: Urs Graf Verlag, 1959-1951.
- (en)  Brown, T. J. Northumbria and the Book of Kells, Anglo-Saxon England I (1972): 219–246.
- (en)  De Paor, Liam. The world of the Book of Kells, in: Ireland and early Europe: essays and occasional writings on art and culture. Dublin: Four Courts Press, 1997. ISBN 1-85182-298-4
- (en)  Farr, Carol Ann. The Book of Kells: Its Function and Audience (British Library Studies in Medieval Culture, 4). London: British Library & Toronto: University of Toronto Press, 1997. ISBN 0-7123-0499-1.
- (en)  Friend, A. M., Jr. The Canon Tables of the Book of Kells, in: Mediæval Studies in Memory of A. Kingsley Porter, ed. W. R. K. Koehler. Vol. 2, pp. 611–641. Cambridge, Mass.: Harvard University Press, 1939.
- (en)  Lewis, Susanne. Sacred Calligraphy: The Chi Rho Page in the Book of Kells, Traditio 36 (1980): 139–159.
- (en)  McGurk, P. Two Notes on the Book of Kells and Its Relation to Other Insular Gospel Books, Scriptorium 9 (1955): 105–107.
- (en)  Meehan, Bernard. The Book of Kells: An Illustrated Introduction to the Manuscript in Trinity College Dublin. London: Thames and Hudson, 1994
- (en)  Mussetter, Sally. An Animal Miniature on the Monogram Page of the Book of Kells, Mediaevalia 3 (1977): 119–120.
- (en)  Nordenfalk, Carl. Another Look at the Book of Kells, in: Festschrift Wolfgang Braunfels, pp. 275–279. Tübingen: Wasmuth, 1977.
- (en)  Powell, Roger. The Book of Kells, the Book of Durrow, Comments on the Vellum and the Make-up and Other Aspects, Scriptorum 10 (1956), 12–21.
- (en)  Pulliam, Heather. Word and Image in the Book of Kells. Dublin: Four Courts Press, 2006. ISBN 1-85182-925-3.

Annalen van Ulster · Boek van Leinster · Boek van Armagh · Cathach van Sint-Columba · Book of Durrow · Lebor na hUidre · Book of Kells · Grote Boek van Lecan · Gele Boek van Lecan
Ada-evangeliarium · Barberini-evangeliarium · Boek van Armagh · Evangeliarium van Augustinus van Canterbury · Book of Durrow · Book of Kells · Codex Argenteus · Codex aureus van St. Emmeram · Codex Carolinus · Codex Aureus Epternacensis · Codex Eyckensis · Codex Gissensis · Diatessaron · Durham-evangeliarium · Evangeliarium van Echternach · Evangeliarium van Egmond · Evangeliarium van Lorsch · Gefragmenteerd evangelieboek (A. II. 10.) · Godescalc-evangelistarium · Lichfield-evangeliën · Lindisfarne-evangeliarium · Luikse diatessaron · Mac Durnan-evangeliarium · Middelnederlandse Apocalyps · Minuskel 76 · Evangeliarium van Munsterbilzen · Otho-Corpus-evangeliarium · Evangelieboek van Sankt Gallen · Xanten-evangeliarium